# Emsigerland

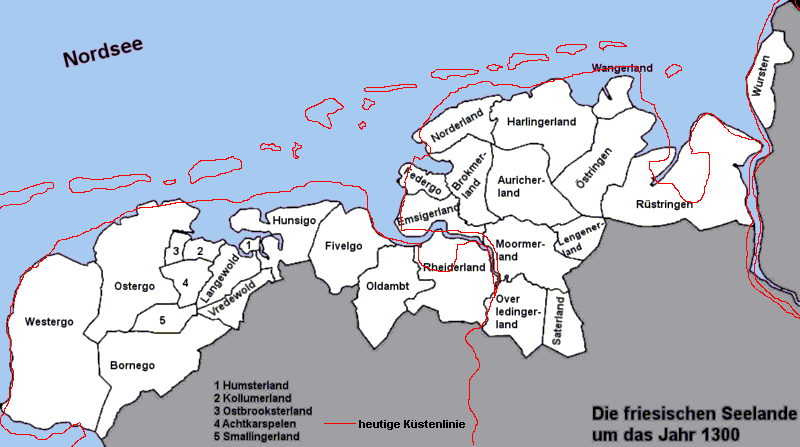
Emsigerland var ett av de frisiska landskapen vid tiden för den frisiska friheten runt år 1300

Emsigerland är ett historiskt frisiskt landskap i västra Ostfriesland, Niedersachsen, Tyskland. Området ligger vid Vadehavet runt staden Emden.
Emsigerland gränsade i norr mot det frisiska landskapet Federgo, i nordost mot Brokmerland, i öster mot Moormerland och i söder mot Rheiderland.
Emsigerland har sitt ursprung i Emsgo (Emsgau). Medan det i övriga Ostfriesland efter tiden för den frisiska friheten etablerades ett system av hövdingsfamiljer förblev Emsigerland och de andra länderna i Emsgau autonoma. Detta ändrades 1379 då först familjen tom Brok och sedan familjen Cirksena fick makten i området.